# Lago Sipiwesk
O lago Sipiwesk é um lago de água doce localizado na província de Manitoba, no Canadá. 

## Descrição
Este lago encontra-se nas coordenadas geográficas 55° 05′ 17″ N, 97° 34′ 31″ O e a uma altitude média de 197 m. 
Este lago está situado a 568 km ao sul do centro aproximado do Canadá e a 1878 km a noroeste da capital Ottawa. Numa área territorial de 100 km2 em redor do lago existe uma população aproximada de quase 1200000 habitantes. Os locais mais próximos são o lago White Rabbit, a 15,33 km a sudeste, o lago Bulger a 16,31 km a leste, Hockin a 25,88 km a noroeste, Portage Thicket a 27,02 km a norte e Landing Lake a 27,34 km a nordeste.